# Chōsokabe Motochika
Chōsokabe Motochika (長宗我部 元親?; 1538 – 11 luglio 1599) è stato un daimyō giapponese del periodo Sengoku.

## Biografia[2]

### Primi anni
Motochika nacque nel castello di Okō del distretto Nagaoka nella provincia di Tosa, figlio maggiore di Chōsokabe Kunichika. Motochika era un giovane tranquillo e si diceva che suo padre fosse preoccupato per la gentile natura del ragazzo (sembra fosse stato soprannominato Himewako, tradotto "Piccola principessa", dai vassalli del padre); tuttavia le preoccupazioni di Kunichika svanirono quando Motochika si dimostrò un abile e coraggioso guerriero durante la sua prima battaglia contro il clan Motoyama nel 1560, nella battaglia di Tonomoto.
Quando Motochika divenne maggiorenne suo padre aveva già iniziato ad allontanarsi dal clan Ichijō. Dopo la sconfitta dei Motoyama a Tonomoto e formando alleanze con le famiglie locali, Motochika fu in grado di costruire la sua base di potere sulla pianura di Kōchi. Pur facendo attenzione a rimanere apparentemente fedele agli Ichijō, il potere di Motochika crebbe fino a diventare abbastanza forte da marciare sul clan Aki, rivali dei Chōsokabe nella parte orientale della provincia: forte di 7000 uomini li sconfisse nel 1569 durante la battaglia di Yanagare. A questo punto a Motochika poté concentrarsi sugli Ichijō. Durante il governo del quartiere Hata di Tosa, Ichijō Kanesada era un leader molto impopolare e aveva già subito la defezione di un certo numero di importanti sostenitori. Cogliendo l'occasione, Motochika non perse tempo a marciare sul quartier generale degli Ichijō a Nakamura e nel 1573 Kanesada fuggì a Bungo. Il clan Ōtomo in seguito fornì a Kanesada una flotta, il quale tornò guidando una spedizione che i Chōsokabe sconfissero nella battaglia di Shimantogawa. A questo punto Kanesada si sottomise ai Chōsokabe che probabilmente lo fecero assassinare nel 1585.
Motochika divenne a questo punto unico sovrano di Tosa. Uno dei problemi che i Chōsokabe dovettero affrontare fu proprio il territorio che possedevano. Era povero e per Motochika risultava difficile ricompensare i suoi generali. Questo problema, unito alle sue stesse ambizioni, lo spinsero a guardare alle province vicine.

### L'unificazione di Shikoku
Dopo la conquista di Tosa, Motochika si rivolse a nord e si preparò per un'invasione della provincia di Iyo. Il signore di quella provincia era Kōno Michinao, un daimyō che era stato cacciato dal suo dominio dal clan Utsunomiya, tornando solo con l'aiuto del potente clan Mōri. Era improbabile che i Kōno potesse contare ancora su quel tipo di aiuto, poiché i Mōri erano coinvolti in una guerra con Oda Nobunaga. Ma la campagna nella provincia di Iyo non fu semplice. Nel 1579 un esercito Chōsokabe di 7000 uomini, guidato da Hisatake Chikanobu, attaccò la fortezza più forte del sud di Iyo, il castello di Okamoto, detenuto da Doi Kiyoyoshi. Durante il conseguente assedio del castello di Okamoto, Chikanobu fu colpito e ucciso da un archibugio e il suo esercito sconfitto. L'anno successivo Motochika ritornò con circa 30.000 uomini a Iyo e costrinse Michinao a fuggire nella provincia di Bungo. Con i Mōri e gli Ōtomo impegnati su altri fronti, Motochika fu libero di proseguire la sua conquista dell'isola e nel 1582 intensificò le incursioni sulla provincia di Awa e sconfisse il clan Sogo. Nel 1583 Motochika ebbe quindi il controllo dell'intera isola.
Intorno al 1579 Motochika entrò in comunicazione con Nobunaga, che immaginava un alleato. Da parte sua Nobunaga sembra aver lodato Motochika, anche se in privato si riferiva a lui come un pipistrello su un'isola senza uccelli e aveva pianificato di conquistare Shikoku in futuro, progettando di darla al figlio Nobutaka. Ciò fu evitato dalla morte di Nobunaga nel 1582. Coinvolto nella successiva disputa tra Toyotomi Hideyoshi e Tokugawa Ieyasu l'anno successivo, promise a quest'ultimo il suo supporto, sebbene non fece mosse dirette a tal fine. Hideyoshi, per essere sicuro, mandò Sengoku Hidehisa a bloccare qualsiasi interferenza da parte di Motochika. La campagna di Komaki tra Hideyoshi e Ieyasu si concluse con un trattato di pace e nel maggio del 1584 Hideyoshi ordinò un'invasione su vasta scala di Shikoku, iniziata da 30.000 truppe del clan Môri e altre 60.000 sotto Hashiba Hidenaga. Evidentemente la valutazione del defunto Nobunaga sui Chōsokabe era abbastanza accurata, poiché gli invasori trovarono un piccolo esercito con l'equipaggiamento disponibile in cattive condizioni. Dopo la resistenza desultoria, Motochika fu costretto a negoziare. I termini di Hideyoshi furono comunque generosi e Motochika riuscì a mantenere il controllo della provincia di Tosa.

### Hideyoshi
Nel 1587 Motochika fu chiamato per l'invasione di Kyūshū da parte di Hideyoshi, entrando a far parte di una forza avanzata assieme, ironicamente, a Sengoku Hidehisa. La loro missione era quella di sollevare l'assedio del clan Ōtomo di Bungo, la cui richiesta di assistenza aveva fornito a Hideyoshi il pretesto per l'invasione. Nonostante i saggi consigli di Motochika, i generali Ōtomo e Sengoku ignorarono il loro ordine di adottare una posizione difensiva e attaccarono le forze del clan Shimazu nella battaglia di Hetsugigawa. Le truppe alleate furono profondamente sconfitte e, nel frattempo, Motochika subì la morte del suo amato figlio ed erede, Nobuchika. Hideyoshi elogiò il pensiero sobrio di Motochika e gli offrì Ōsumi come compensazione per la sua perdita, che Motochika rifiutò rispettosamente. Nel 1590 Motochika guidò un contingente navale a sostegno dell'assedio di Odawara e nel 1592 comandò 3000 soldati nell'invasione della Corea, venendo ancora una volta elogiato per la sua leadership. Al suo ritorno dalla Corea si ritirò a Fushimi e divenne monaco. Morì l'11 luglio 1599.

### Leadership
Oltre alla sua guida, Motochika viene ricordato anche per il suo Codice di 100 articoli dei Chōsokabe e per la sua tenacia nel fondare una città-castello economicamente forte, spostandosi nel corso della sua vita da Oko a Otazaka e poi a Urado. Tuttavia i problemi causati dalla sua nomina di Morichika come erede provocò la disfatta futura del clan. Dopo la morte di Nobuchika in battaglia, Hideyoshi suggerì che il secondo figlio di Motochika, Chikakazu, fosse nominato erede. Motochika si dimise e impose come suo erede Morichika, il suo quarto figlio. Profondamente amareggiato Chikakazu si ritirò dalla vita pubblica e morì di malattia nel 1587. In realtà Motochika era preoccupato che Chikakazu non fosse fisicamente in grado di assumere il comando della famiglia. Anche il terzo figlio di Motochika, Chikatada si lamentò apertamente della scelta. Un samurai di Morichika, Hisatake Chikanao, si mosse contro di lui e nel 1599 Chikatada fu confinato in un tempio di guardia. L'anno seguente Chikatada fu accusato di colludere con i Tokugawa e messo a morte. Ciò diede a Tokugawa Ieyasu in futuro un altro pretesto per spogliare i Chōsokabe del loro dominio.
I Chōsokabe erano serviti dalle famiglie Kosokabe, Kira (entrambi guidati ai tempi di Motochika dai suoi fratelli), Yoshida, Kumu, Kagawa (da cui Motochika adottò un figlio, Chikakazu), Yumioka e altri.

## Famiglia
- Nonno: Chōsokabe Kanetsugu (morto nel 1508)
- Padre: Chōsokabe Kunichika (1504-1560)
- Moglie: Nana (chiamata anche Lady Motochika)
- Figli:
  - Chōsokabe Nobuchika (1565-1587)
  - Chōsokabe Chikakazu (1567?-1587)
  - Chōsokabe Chikatada (1572-1600)
  - Chōsokabe Morichika (1575-1615)

## Nella cultura popolare
Chōsokabe Motochika è un personaggio giocabile in Pokémon Conquest, e ha come parner Pokémon Dewott e Samurott.
Nella serie Samurai Warrior, Motochika è giocabile a partire da Samurai Warriors 2, dove combatte con uno shamisen. Nel gioco si autodefinisce "il Re Pipistrello", in riferimento a Nobunaga che, storicamente, lo definiva "colui che rifiutava di uscire di casa". Altri giochi KOEI che lo includono come personaggio giocabile sono la serie Nobunaga's Ambition e il quarto e quinto episodi di Taikou Risshiden.
Motochika appare anche nella serie Sengoku Basara, ed è giocabile a partire dal secondo episodio della serie; in questo caso, egli combatte con una lancia a forma di ancora e rappresenta il capo di un gruppo di pirati avventurieri.
In Total War: Shogun 2, Motochika è giocabile nelle battaglie personalizzate, ed è l'erede del padre Kunichika nella campagna principale.